# 医王寺 (杉並区)
医王寺（いおうじ）は、東京都杉並区にある真言宗智山派の寺院。

## 概要

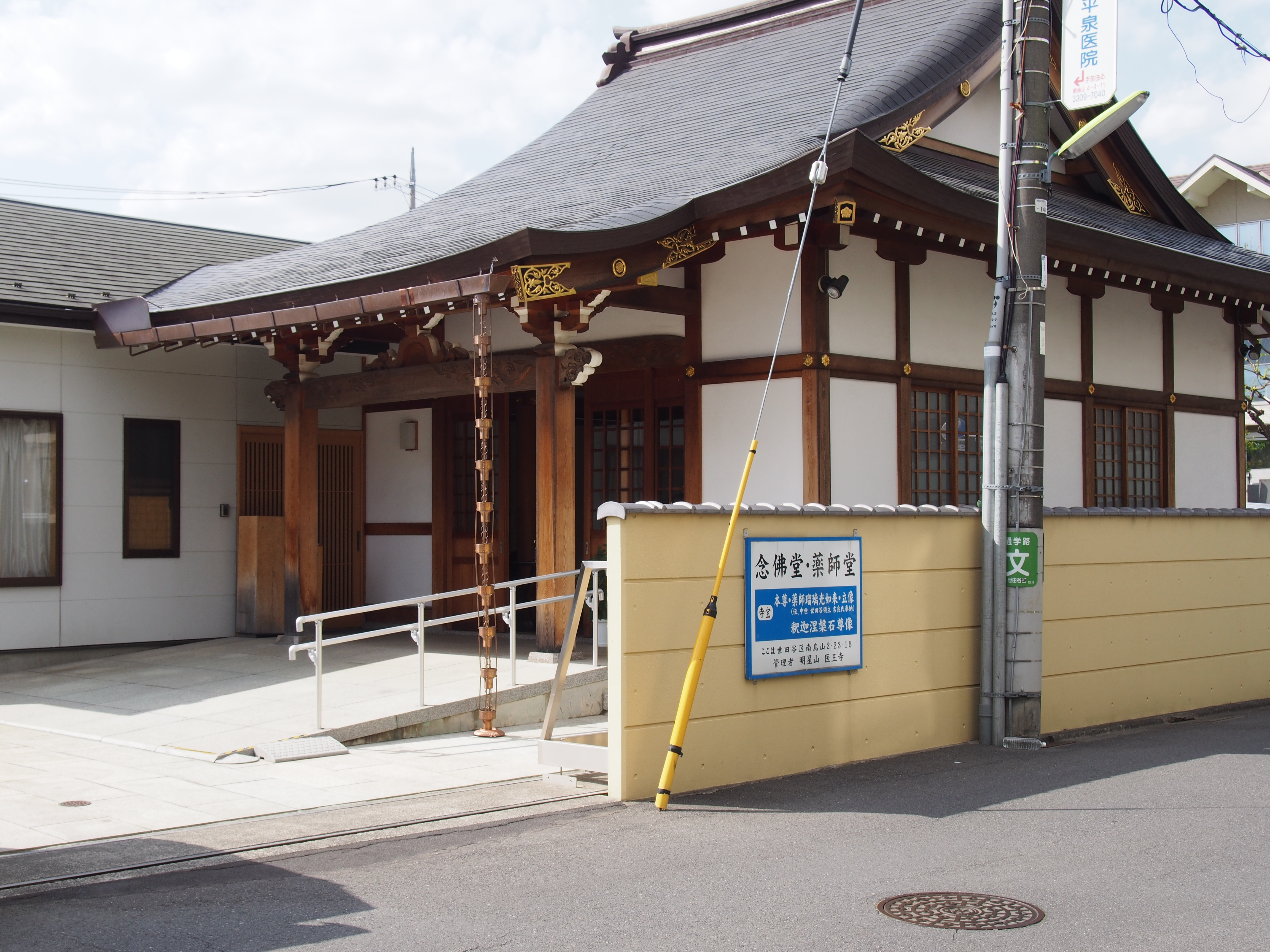
世田谷区南烏山にある境外仏堂・念佛堂・薬師堂。医王寺が管理している。

834年（承和元年）、海星によって開山した。本尊の薬師如来は弘法大師の作とされ、海星がこれを奉じて庵を建てたのが由来である。この薬師如来は、眼病に効くご利益があるとされ、「おめだま薬師」の名前で親しまれていた。
しかし明治時代の廃仏毀釈で寺運衰微し、薬師堂を除いて三宝寺に吸収合併されてしまった。
1923年（大正12年）の関東大震災の際、薬師堂は倒壊したものの、中の薬師如来像は無事だったことから、医王寺再興の動きが活発になった。しかし、当時の国策で寺院新設が禁止されていたので、東京府北多摩郡大和村（現・東京都東大和市）にあった「成就院」を移転するという体裁で、1925年（大正14年）10月に再興した。1942年（昭和17年）に、ようやく「医王寺」の寺名が認められた。
また本堂が西に向いており、別名西向茅野薬師(西向薬師)ともいわれている。

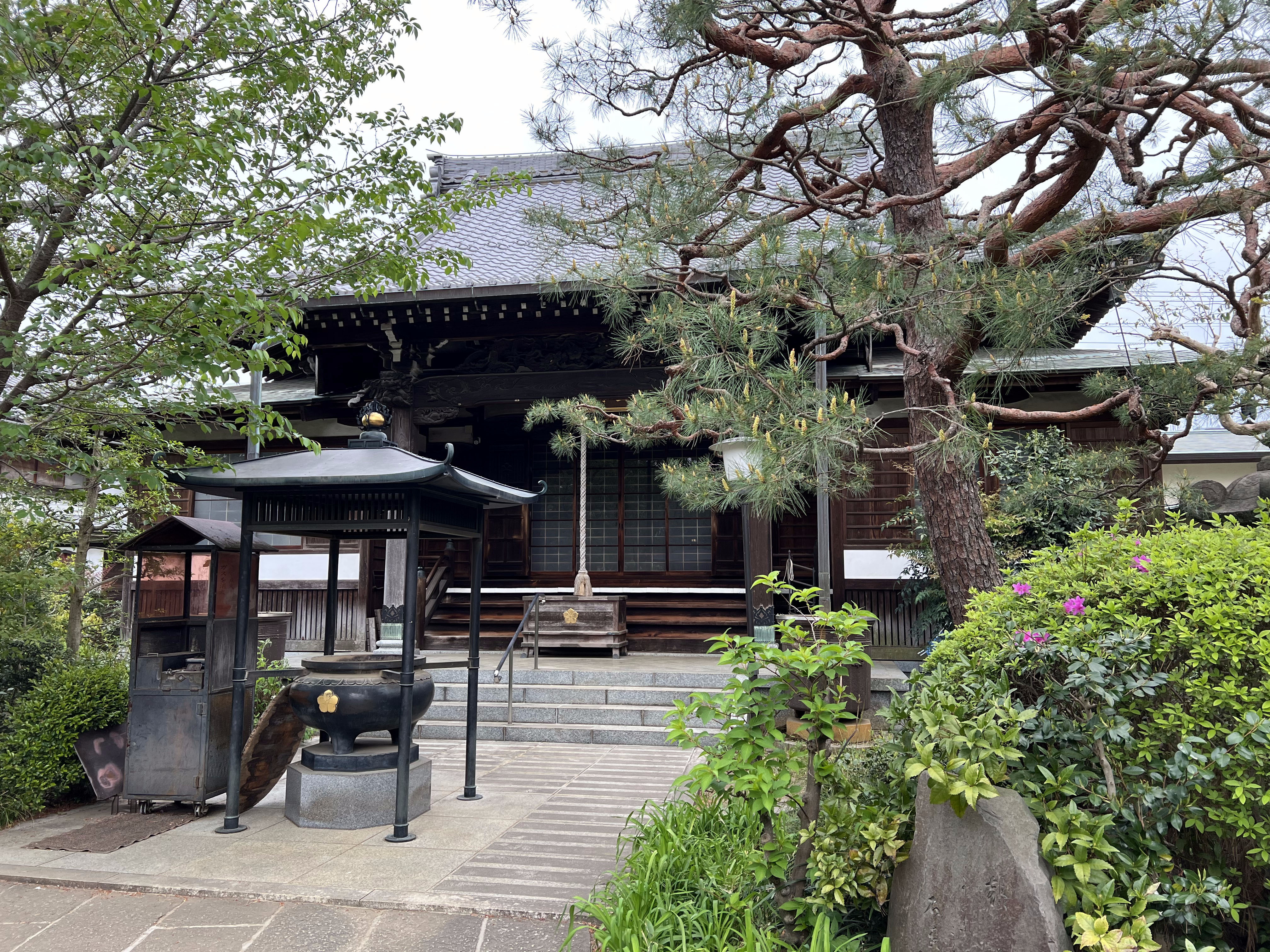
本堂

## 祭礼等
- おめだま薬師大護摩供（10月12日）[1]

## 交通アクセス
- 京王線芦花公園駅より徒歩8分。